# Milán Németh
Milán Németh (sinh 29 tháng 5 năm 1988 ở Szombathely) là một cầu thủ bóng đá Hungary hiện tại thi đấu cho Szombathelyi Haladás.

## Thống kê câu lạc bộ
| Câu lạc bộ          | Mùa giải | Giải vô địch | Giải vô địch | Cúp  | Cúp | Cúp Liên đoàn | Cúp Liên đoàn | Châu Âu | Châu Âu | Tổng | Tổng |
| Câu lạc bộ          | Mùa giải | Trận         | Bàn          | Trận | Bàn | Trận          | Bàn           | Trận    | Bàn     | Trận | Bàn  |
| ------------------- | -------- | ------------ | ------------ | ---- | --- | ------------- | ------------- | ------- | ------- | ---- | ---- |
| Pápa                |          |              |              |      |     |               |               |         |         |      |      |
| 2008–09             | 0        | 0            | 1            | 0    | 5   | 0             | 0             | 0       | 6       | 0    |      |
| 2009–10             | 0        | 0            | 0            | 0    | 1   | 0             | 0             | 0       | 1       | 0    |      |
| 2010–11             | 19       | 0            | 3            | 0    | 2   | 0             | 0             | 0       | 24      | 0    |      |
| 2011–12             | 17       | 0            | 1            | 0    | 9   | 0             | 0             | 0       | 27      | 0    |      |
| 2012–13             | 18       | 0            | 2            | 1    | 7   | 0             | 0             | 0       | 27      | 1    |      |
| 2013–14             | 17       | 0            | 3            | 0    | 8   | 0             | 0             | 0       | 28      | 0    |      |
| Tổng                | 71       | 0            | 10           | 1    | 32  | 0             | 0             | 0       | 113     | 1    |      |
| Diósgyőr            |          |              |              |      |     |               |               |         |         |      |      |
| 2014–15             | 4        | 1            | 1            | 0    | 0   | 0             | 4             | 1       | 9       | 2    |      |
| Tổng                | 4        | 1            | 1            | 0    | 0   | 0             | 4             | 1       | 9       | 2    |      |
| Tổng cộng sự nghiệp |          | 75           | 1            | 11   | 1   | 32            | 0             | 4       | 1       | 122  | 3    |

Cập nhật theo các trận đấu đã diễn ra tính đến ngày 31 tháng 8 năm 2014.